# Fédération péruvienne de pelote basque
 (septembre 2023).
Si vous disposez d'ouvrages ou d'articles de référence ou si vous connaissez des sites web de qualité traitant du thème abordé ici, merci de compléter l'article en donnant les références utiles à sa vérifiabilité et en les liant à la section « Notes et références ».
 (septembre 2023).
La Fédération péruvienne de pelote basque (en espagnol : Federación Deportiva Peruana de Paleta Frontón) est l'organisme national chargé d'organiser, de développer et de contrôler la pelote basque au Pérou. Fondée en 1977 et présidée par Manuel Patroni Vizquerra [Quand ?], elle est affiliée à la Fédération internationale de pelote basque depuis [Quand ?]. Son siège est à Lima.